# Bělá pod Bezdězem

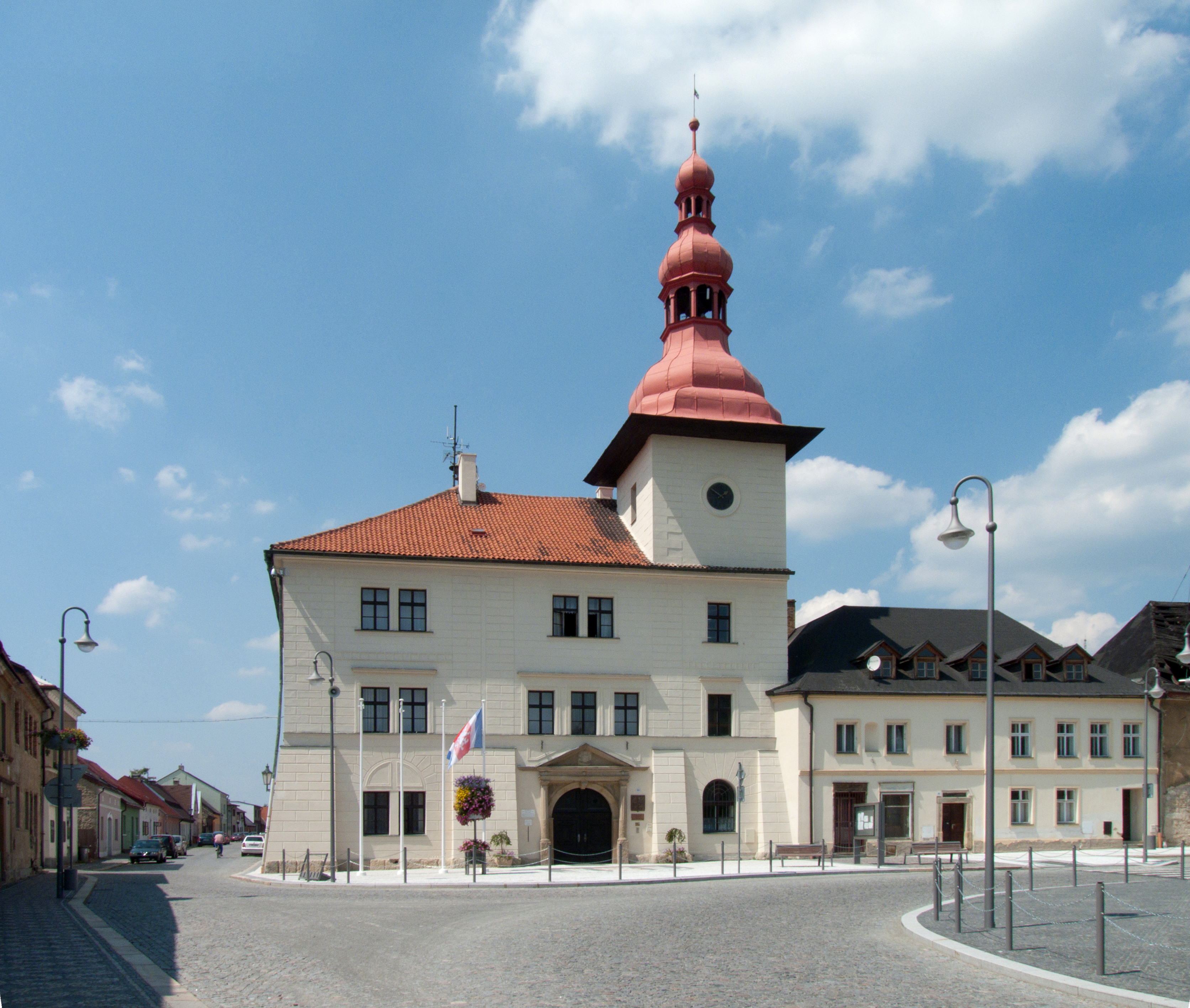
Der Marktplatz von Bělá pod Bezdězem. Das Rathaus stammt von 1613.

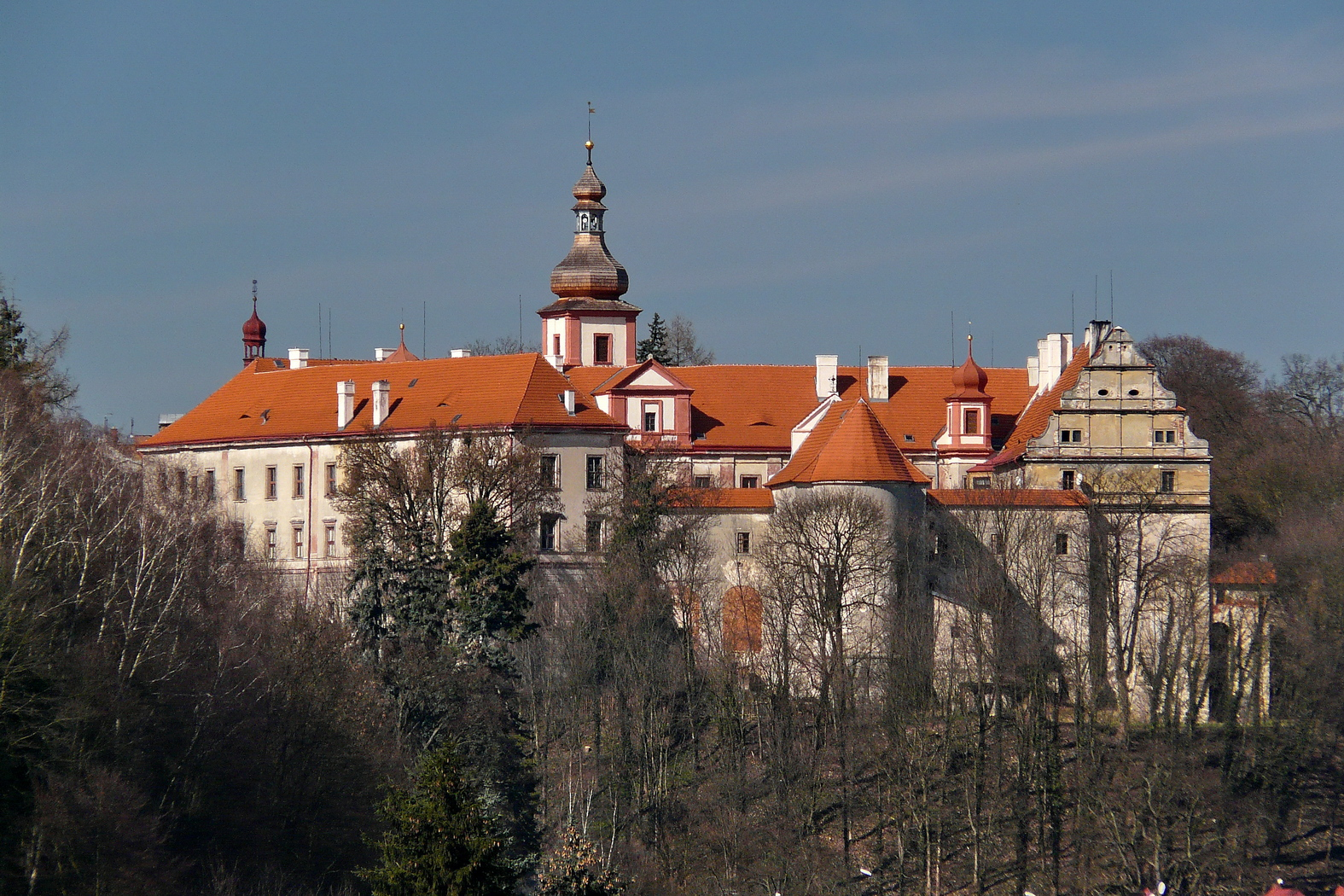
Schloss Bělá pod Bezdězem

Bělá pod Bezdězem (deutsch Weißwasser) ist eine Stadt im Okres Mladá Boleslav in Tschechien. In der Stadt leben in fünf Teilorten 4876 Einwohner (2005).

## Geschichte
Die Stadt Bělá pod Bezdězem entstand durch die Übertragung der Stadtrechte der alten Stadt Bezděz, die am Fuß des Berges Bezděz lag, jedoch durch Wassermangel und Brand vernichtet wurde.
Im Jahre 1337 wurde die Stadt befestigt. Hynek Berka von Dubá und Lipá bestätigte die Stadtrechte und benannte sie gleichzeitig in Nový Bezděz (Neu Schloßbösig) um. Nach der Gründung des Klosters der Augustiner wurde die Stadt auch Kulturzentrum, in dem sich immer mehr Handwerker und Kaufleute, vor allem unter der Herrschaft Wenzels II., ansiedelten. Die Krone verkaufte die Stadt kurz darauf an die Herren von Michalovice. Während der Hussitenkriege wurde die Stadt zweimal erobert und durch Vertreter Kaiser Sigismunds und der Prager Opposition gehalten.
Nach dem Aussterben des Geschlechts kam die Stadt 1468 an Ctibor Tovačovský von Cimburk, danach an die Herren von Janovic. Es folgten die Berka von Dubá und 1622 kaufte Albrecht Wenzel Eusebius von Waldstein die konfiszierten Ländereien. Nach dessen Ermordung kam das Gut an den Markgrafen Caretto-Millesimo, von dessen Enkel es 1678 Graf Ernst von Waldstein erwarb. Die Waldstein hielten die Stadt bis 1848. Während des Dreißigjährigen Krieges litt die Stadt unter ständigen Einfällen der Schweden und unter der Pest. Im 18. Jahrhundert blühte die Stadt wieder auf. Textilmanufakturen siedelten sich an, eine Papierfabrik wurde eröffnet und Handwerker ließen sich nieder. 1939 bis 1945 gehörte die Stadt zum Protektorat Böhmen und Mähren.

## Gemeindegliederung
Die Stadt Bělá pod Bezdězem besteht aus den Ortsteilen Bělá pod Bezdězem (Weißwasser),  Bezdědice (Klein Bösig), Březinka (Bschesinka), Hlínoviště (Leimgruben) und Vrchbělá (Neudorf). Grundsiedlungseinheiten sind Bělá pod Bezdězem-historické jádro, Bělská pole, Bělské papírny, Bezdědice, Březinka, K Radechovu, Na Výsluní, Nádraží Bezděz, Pod vodojemem, Podolí (Podol), Přední Hlínoviště (Vorderleimgruben), Sídliště, U koupaliště, U trati, Vrchbělá und Zadní Hlínoviště (Hinterleimgruben). Zu Bělá pod Bezdězem gehören außerdem die Einschichten Valdštejnsko (Waldsteinruhe) und Vazačka (Wasatschka).
Das Gemeindegebiet gliedert sich in die Katastralbezirke Bělá pod Bezdězem, Bezdědice, Březinka pod Bezdězem und Vrchbělá.

## Städtepartnerschaften
- Groß-Bieberau, Deutschland

## Persönlichkeiten
- Ulrich Tista von Liebstein, langjähriger Burggraf des Kaisers Karl IV. (HRR).
- Oldřich Velenský von Mnichov gründete im 16. Jahrhundert die Druckerei der böhmischen Brüder.
- Ondřej Albín (Albinus Bělský) im Ort geboren, wurde er 1573 Erzdekan im okres Hradec Králové.
- Samuel Radešínský (* 1571), kaiserlicher Rat und Hofdichter unter Rudolf II. (HRR)
- Bohuchval Berka von Dubá und Lipá, Politiker und Gegner des Ferdinand II. (HRR)
- Johann Georg Heinsch, bedeutender Maler des Hoch-Barock
- Kryšpín Taške (* 1776), Komponist kirchlicher Musik
- Václav Krolmus, Archäologe und Schriftsteller
- Josef August Bubák (* 1812), Maler
- Ferdinand Fiscali (* 1817), Schriftsteller
- Emanuel Purkyně (1831–1882), Naturforscher und Pädagoge
- František Zuman (* 1870), Schriftsteller
- Václav Trégl (1902–1979), Theater- und Filmschauspieler
- Miloslav Disman (27. April 1904–1981), Rundfunkredakteur und Schriftsteller
- Vladimír Holan (1905–1980), Dichter
- Vladimír Pachman (1918–1984), Großmeister für Schachkomposition
- Luděk Pachman (1924–2003), Schachgroßmeister